# Lee Jung-keun
Lee Jung-keun est un lutteur sud-coréen spécialiste de la lutte libre né le 26 juillet 1960.

## Biographie
Lee Jung-keun participe aux Jeux olympiques d'été de 1984 à Los Angeles dans la catégorie des poids plumes et remporte la médaille de bronze.